# Marco Fulvio Nobiliore (console 159 a.C.)
Marco Fulvio Nobiliore  (latino: Marcus Fulvius Nobilior) (fl. II secolo a.C.) fu un politico e un militare della Repubblica romana.

## Biografia
Figlio del console omonimo, Nobiliore fu prima tribuno della plebe nel 171 a.C. , quindi edile curule nel 166 a.C., l'anno in cui ci fu la prima rappresentazione dell'Andria di Publio Terenzio Afro.
Fu eletto console nel 159 a.C. con Gneo Cornelio Dolabella; dell'anno del suo consolato non sono riportati fatti degni di menzione, ma sui fasti trionfali viene riportato il suo trionfo per le vittorie riportare sugli Eleates, una tribù ligure.